# Джастін Папіно
Джастін Папіно (англ. Justin Papineau, нар. 15 січня 1980, Оттава) — канадський хокеїст, що грав на позиції центрального нападника.

## Ігрова кар'єра
Хокейну кар'єру розпочав у 1996 році виступами за команду «Бельвіль Буллс» (ОХЛ).
З 2000 по 2007 виступав за клуби АХЛ «Вустер АйсКетс», «Бріджпорт Саунд-Тайгерс» та «Ловелл Девілс», а також клуби НХЛ «Сент-Луїс Блюз» та «Нью-Йорк Айлендерс».
Сезон 2007/08 провів у складі швейцарського клубу «Базель».
Сезон 2008/2009 провів у складі німецької команди «Грізлі Адамс Вольфсбург». 
У 2009 уклав дворічний контракт із клубом «Адлер Мангейм», завершивши кар'єру гравця в 2011 році.

## Нагороди та досягнення
- Володар Кубка Джона Росса Робертсона в складі «Бельвіль Буллс» (ОХЛ) — 1999.

## Статистика НХЛ
|                  | Сезони | І  | Г  | П | О  | ШХ |
| ---------------- | ------ | -- | -- | - | -- | -- |
| Регулярний сезон | 4      | 81 | 11 | 8 | 19 | 12 |
| Плей-оф          | 1      | 1  | 0  | 0 | 0  | 0  |